# 泰国剧集作品列表 (2023年)
本条目主要举例出2023年的泰国剧集作品。